# Hernandaria heloisae
Hernandaria heloisae is een hooiwagen uit de familie Gonyleptidae.